# Северскодонецкий район
Северскодоне́цкий райо́н (укр. Сіверськодонецький район), также Северскодонетчина (укр. Сіверськодонеччина) — административная единица в Луганской области Украины. Административный центр — город Северскодонецк.

## География
Район находится на западе области. Площадь — 2693,2 км².

## История
Район был образован Постановлением Верховной рады от 17 июля 2020 года в результате административно-территориальной реформы, в его состав вошли территории:
- Кременского района (кроме его северо-запада, включённого в Сватовский район),
- Попаснянского района (кроме его востока, включённого в Алчевский район,
- Крайней западной части Новоайдарского района,
- Городов областного значения Северскодонецк, Лисичанск и Рубежное.

19 сентября 2024 года Верховная рада Украины поддержала переименование Северодонецкого района в Северскодонецкий. 26 сентября 2024 года переименование вступило в силу.

## Население
Численность населения района в укрупнённых границах — 375,8 тыс. человек.

## Административное устройство
Район делится на 6 городских территориальных общин (громад; в скобках — их административные центры):
- Северодонецкая городская община (город Северскодонецк),
- Горская городская община (город Горское)[7],
- Кременская городская община (город Кременная),
- Лисичанская городская община (город Лисичанск),
- Попаснянская городская община (город Попасная),
- Рубежанская городская община (город Рубежное).

ЦИК Украины в августе 2020 года отменила назначенные на 25 октября 2020 года выборы в четырёх новообразованных территориальных общинах Северодонецкого района Луганской области, подконтрольных Украине, сославшись на небезопасность прифронтовой зоны, в частности, в Горской, Лисичанской, Попаснянской, Северодонецкой общинах.